# Kermit (Virginia Occidentale)
Kermit è un comune degli Stati Uniti d'America, situato nello Stato della Virginia Occidentale, nella Contea di Mingo.